# 电子共和国
电子共和国（eRepublik）是一款模拟真实世界中各个国家和地区的大型多人在线网页游戏，兼有战略游戏和社交网站的特点。游戏对现实中的政治、经济、军事、媒体等社会活动进行抽象化模拟，并将各国划分为数量不等的行政区，建立起一个镜像世界。玩家可以在游戏中选择自己的国籍和居住地，并从事生产、经营、战斗、竞选乃至征服、殖民等活动。电子共和国于2007年11月开放注册，鼎盛时期有近40万活跃玩家。后来由于游戏开发团队对游戏系统进行重大变更，导致玩家大量流失，开发者不得不又将系统改为与原有版本较为接近的模式。

## 概述
电子共和国由愛爾蘭公司eRepublik Labs Limited經營。目前由羅馬尼亞的SC ERPK LABS SRL进行开发与维护管理。因系统维护时会出现一只没有头部的鸡在修理机器的页面，因此游戏团队被玩家戏称为“无头鸡”。

### 国家
游戏中的世界称作“新世界”，一般被称为eWorld。目前eWorld共开放了66个国家供玩家加入，包括欧洲、北美、东亚和南美洲的大多数国家，以及东南亚、南亚、大洋洲的主要国家。西亚、中美和加勒比地区的国家较少，非洲仅有e南非,e埃及,e奈及利亞三国。游戏裡国家的初始版图与现实中相同，一般会被分为多个行政区。各国可以互相进攻或结盟，甚至被瓜分、灭国。
e中国于2008年下半年被加入游戏，2010年10月初，e白俄罗斯、e塞浦路斯、e黑山、e新西兰、e中华民国（e台湾）和e马其顿六国成为eWorld中的最新成员。2011年1月，e埃及、e沙特阿拉伯和e阿拉伯联合酋长国被加入了游戏。

### 国家联盟
eWorld历史上曾出现过多个政治军事联盟，如PEACE CG、ATLANTIS、Phoenix、ONE等。目前主要有三大联盟互相對抗，包括EDEN（Erepublik Defence & Economy Network），TWO (The World is Ours)及COT (Circle of Trust)。EDEN為歷史最悠久的联盟，但隨著一些成員國的退出(如e美國、e保加利亞)下而处于均势，漸漸形成以TWO和COT的兩大陣營。此外还有一些地区性或小型联盟，如由波羅的海國家所組成的ABC（Alliance of Baltic Countries）。

### 人口
游戏中的国家强盛与否主要取决于其公民数量和居民数量。eWorld中人口较多的国家有一万人以上，较少的仅数百人。2010年中期，游戏中的活跃玩家曾接近40万人。随着V2到来，大批用户离开，eWorld的人口最低曾跌至15万人，后来又有缓慢回升。

### 注册限制
为保证选举等活动的公平进行，游戏规定每人只能注册一个公民账号，使用多个账号者会被管理员查封。无投票权的组织号不在此限。

## 游戏系统
当前游戏系统与V1版本相似，俗称V1.5或V1.x，相对V2则较为简化。

### 基本规则
玩家每天只需花5分钟即可完成日常任务，即工作、训练各一次，并获得相应的薪酬，增加力量值和经验值。工作、训练和战斗都会消耗体力值，因此玩家需要购买食物以补充体力。每個小時都會回復100體的額度，只要吃麵包就可以補體力，體力歸零並不會死亡，只是無法再工作。

### 经济模块
游戏中的经济体系与现实世界相似。玩家首先需要进入一家公司工作，每天上班并按日领取薪水。公司雇用人员进行生产，同时消耗原材料制造成品，并将产品放到各国市场上出售。玩家到达一定级别后即可开办自己的公司。

#### 资源和产品
游戏中的资源有五种：谷物、石油、铁、石头、钛。采集业公司将自然资源转化为原材料。制造业和建筑业公司购买原材料，产出成品并向玩家销售。成品包括Q1~Q7食物等7种消费品，和手槍，步枪，飞机，坦克，大坦克等7种武器。

#### 货币和汇市
每个国家都有自己的货币，通过各国的中央银行发行，发行量由玩家社群决定。游戏中的世界通用货币为金币（Gold，简称G），主要通过完成游戏中的各项任务（徽章）获得，也可由玩家充值获得，用以购买游戏中的增值服务。金币和各国货币都可以通过外汇市场自由兑换，汇率由市场供求关系决定。现实世界中的欧元区国家仍使用欧元通行前的本国货币，如德国马克、意大利里拉等。

### 军事模块

V1版本時戰鬥的截圖

#### 战争和起义
游戏中的每场战争只能在两个国家之间进行。总统可以向邻国宣战，并攻击其与本国相邻的地区，在战斗中获胜即可征服该地区。同时，任何人都可以在被占领土上发动起义战争，如果起义成功，则该地区归还其原属国家。
玩家可以购买武器参战或空手战斗。使用武器的性能越高，角色的力量越高，伤害值就越大。每场战斗分若干个“战役”，每个战役持续2个小时。在2小时中打出较高伤害值的一方赢得战役的胜利。首先获得8个战役胜利的一国赢得整场战斗。

#### 条约
游戏中国家之间的正式条约也是双边的，包括和平条约和互助条约（MPP）两种。各国可以通过缔结和平条约以停止两国的战争状态。互助条约，即MPP（Mutual Protection Pact）在当前规则下的作用是，当签约国的一方发动战争或遭到攻击时，与其签订MPP的另一国的境内居民不需移动就可以参加这场战争。

### 政治模块
每个国家的政治体系主要由三部分组成，政党、国会和总统，政党党魁、国会议员和国家总统的每届任期均为一个月，可以连任。

#### 政党
玩家可以出资建立政党。政党允许拥有本国国籍的玩家（公民）自由加入和离开。党魁由全体党员投票产生，拥有提名议员候选人、总统候选人的重要权利。

#### 国会
国会议员由国内最大的五个党派按选区提名候选人，并由全体公民投票选出。各国视其控制地区的多少拥有10至40个甚至更多的选区。政党党魁在每个选区指派人员参选。成功当选者可得到议员徽章和金币奖励。
议员可以提交并审议议案，决定税率、最低工资、新人费、划拨款项、购买医院和防御系统、实施贸易禁运、签订条约等事宜，并有权弹劾总统。议员的另一重要职责是授予外国人以本国国籍。

#### 总统
总统候选人由各大政党提名，由全体公民投票选出。当选者可得到总统徽章和金币奖励。总统可以向邻国宣战、发动战争或从被攻击领土上撤退。一旦总统职位被外国人窃据，将对本国利益造成极大损失。

#### 政治颠覆
政治颠覆即窃国或PTO（Political TakeOver），指一国的玩家通过对另一国的党派、国会进行有组织的渗透，赢得国会多数议席以至总统选举，以达到操纵该国家为己方服务的目的。与之相反的行动称为ATO（Anti-TakeOver）。

### 媒体模块
玩家可以花费2金币开办自己的报纸，并花费金币进行广告宣传。

## 其他设定

### 语言
游戏提供中文、英文、西班牙文、法文、德文、葡萄牙文...等界面，游戏页面使用UTF-8编码，支持多数文字。

### 时间
游戏以西7区时间为标准时间。夏令时系统中的0点相当于东8区的15点，冬令时则为东8区时间16点。

### 徽章
游戏中设定了8种任务徽章，每获得一个徽章可得到一张藏宝图，打开藏宝图可以得到3~5黄金的奖励。其中的超级战士徽章进入V2后废除，V1.5后恢复。
- 勤工（Hard Worker）：连续工作30天及其整数倍。
- 议员（Congress Member）：赢得一次国会议员选举。
- 总统（Country President）：赢得一次总统大选。
- 媒体大亨（Media Mogul）：报纸订阅数达到1000的整数倍。
- 战斗英雄（Battle Hero）：在战役内的一场小战斗中为参战一方打出最大伤害值。
- 战役英雄（Campaign Hero）：在一整场战役中为参战一方打出最大伤害值。
- 起义英雄（Resistance Hero）：发动一场起义战争并取得胜利。
- 超级战士（Super Soldier）：力量值达到250的整数倍。
- 社会建设者（Society Builder）：邀请10人加入游戏并帮助他们成长到10级。
- 雇傭兵（Mercenary）：擊敗50個國家各國25名敵軍
- 最高戰鬥士（Top Fighter）
- 忠實愛國者（True Patriot）

### 军衔
游戏中的军衔系统为：
- 新兵 Recruit
- 列兵 Private
- 下士 Corporal
- 中士 Sergeant
- 中尉 Lieutenant
- 上尉 Captain
- 少校 Major
- 中校 Commander
- 中校 Lt. Colonel
- 上校 Colonel
- 将军 General
- 元帅 Field Marshal
- 大元帅 Supreme Marshal
- 国家力量 National Force
- 世界级力量 World Class Force
- 传奇力量 Legendary Force
- 战争之神 God of War

## 游戏的历史版本

### Beta
電子共和國初推出的版本。在2008年10月12日被V1版本取代。

### V1时期
电子共和国的V1版本使用至2010年7月5日。V1中的自然资源为谷物、钻石、石油、木材、铁5种。玩家的工作技能分为制造、采集和建筑三个工种，可以兼修。产品等级分为一星至五星（Q1至Q5）。武器只有手枪一种。
战斗为“打墙”模式。战场分为无人区、乡村、郊区、城市、行政中心、地下等6个区域。每场战斗为24小时，输出伤害值较大的一方获胜。若双方的伤害值接近，则可能进入一个小时的加时战。

### Rising版本（V2）
电子共和国 Rising，通称为V2，于2010年7月7日推出，使用至9月底。新特点主要是加入了时间管理功能和快乐值，在工作和训练外加入了学习、休息，且经济产业和军事模块的变得较为复杂。
V2中每天被分为24小时，玩家可以自行分配工作、训练、学习、休息消耗的时间。每项最多可占用12小时。自然资源中的钻石被改为钛，木材被改为石头。工作技能被分为制造工、市场经理、项目经理、木匠、建筑设计师、建筑工、工程师、机械师、装配工、技师、采集工共11个工种，每个工种都与制造相应的产品关联。武器则被分为步枪、坦克、高炮、飞机四种。

### V1.5
由於Rising版本過於複雜，導致玩家大量流失，管理員將系統改為與V1較為接近的模式。

## 網路封鎖
依據GreatFire測試，該網站在中國大陸被當局的防火长城封鎖，即當地網民無法正常訪問該網站。HTTP連接最遲自2012年7月起被封鎖至今，HTTPS連接最遲自2019年3月起被封鎖至今。

## 來源注释
1. ↑  3 years of eRepublik!, an official letter from the admin
2. ↑  . Erepublik.   [2010-02-22]. （原始内容存档于2011-04-30）.
3. ↑  . zh.greatfire.org.   [2022-08-08]. （原始内容存档于2022-08-08）.
4. ↑  . zh.greatfire.org.   [2022-08-08]. （原始内容存档于2022-08-08）.